# Copelatus mocquerysi
Copelatus mocquerysi är en skalbaggsart som beskrevs av Régimbart 1895. Copelatus mocquerysi ingår i släktet Copelatus och familjen dykare. Inga underarter finns listade i Catalogue of Life.